# Svenska mästerskapen i längdskidåkning 1938
Svenska mästerskapen i längdskidåkning 1938 arrangerades i Sollefteå.

## Medaljörer, resultat

### Herrar
| Gren              | Guld                                                    | Guld                                                    | Silver         | Silver        | Brons                           | Brons                     |
| 15 km             | Alfred Dahlqvist                                        | Östersunds SK                                           | Karl Lindberg  | Östersunds SK | Martin Matsbo                   | Hudiksvalls IF            |
| 30 km             | Elis Wiklund                                            | Kramfors IF                                             | Erik Larsson   | IFK Kiruna    | Alfred Dahlqvist Herbert Nenzén | Östersunds SK Kramfors IF |
| 50 km             | Herbert Nenzén                                          | Kramfors IF                                             | Alvar Hägglund | Skellefteå    | Sven Edin                       | IF Friska Viljor          |
| Stafett 3 x 10 km | Kramfors IF (Elis Wiklund, Herbert Nenzén, Carl Pahlin) | Kramfors IF (Elis Wiklund, Herbert Nenzén, Carl Pahlin) |                |               |                                 |                           |
| Lagtävling 15 km  | Östersunds SK                                           | Östersunds SK                                           |                |               |                                 |                           |
| Lagtävling 30 km  | Kramfors IF                                             | Kramfors IF                                             |                |               |                                 |                           |
| Lagtävling 50 km  | Kramfors IF                                             | Kramfors IF                                             |                |               |                                 |                           |

### Damer
| Gren             | Guld                    | Guld              | Silver          | Silver   | Brons          | Brons             |
| 10 km            | Sigrid Nilsson-Wikström | Trångsvikens IF   | Lilly Söderlund | Offerdal | Sonja Olofsson | Koskullskulle AIF |
| Lagtävling 10 km | Koskullskulle AIF       | Koskullskulle AIF |                 |          |                |                   |

### Webbkällor
- Svenska Skidförbundet